# Wet Dream
Wet Dream es el primer álbum en solitario del tecladista y ocasional vocalista de Pink Floyd, Richard Wright. Fue editado en 1978, producido por el propio Wright, también autor de la totalidad de las canciones del álbum, una de ellas junto con su exesposa, Juliette Gale, vocalista de una de las formaciones embrionarias de lo que terminaría siendo Pink Floyd. La portada del álbum es obra de Hipgnosis, colectivo que ya había trabajado en numerosas ocasiones con Pink Floyd.

## Lista de canciones
Todas las canciones escritas y compuestas por Richard Wright excepto las indicadas:
1. "Mediterranean C" – 3:52
2. "Against The Odds" (Rick & Juliette Wright) – 3:57
3. "Cat Cruise" – 5:14
4. "Summer Elegy" – 4:53
5. "Waves" – 4:19
6. "Holiday" – 6:11
7. "Mad Yannis Dance" – 3:19
8. "Drop In From the Top" – 3:25
9. "Pink's Song" – 3:28
10. "Funky Deux" – 4:57

## Personal
- Richard Wright: piano, teclados, órgano Hammond, sintetizador Oberheim y voces.
- Snowy White: guitarras
- Larry Steele: bajo
- Reg Isadore: batería y percusión
- Mel Collins: saxofón y flauta

Snowy White era en esa fecha guitarrista de apoyo de Pink Floyd.
Mel Collins era famoso dentro del mundo del rock progresivo, habiendo participado en discos de bandas como Camel, King Crimson, Alan Parsons Project, y como saxofonista en multitud de álbumes, para Dire Straits, Eric Clapton, Rolling Stones, etc.
- Datos: Q913602